# Thaís Ibañez
THAÍS GOMEZ (Diadema, São Paulo, 19 de fevereiro de 1982) é uma artista plástica brasileira. 
Iniciou sua carreira como artista plástica aos 18 anos e logo lhe surgiu o interesse em retratar as riquezas culturais do seu país. Sua inspiração vem de: cerâmicas esculturas, dança, música e outras manifestações culturais das mais diversas regiões brasileiras. Por conta da singularidade de seu trabalho, sua arte já estampou coleções de grifes de moda, merchandising e home. Regularmente suas obras ilustram livros de renomadas editoras brasileiras, devido à forma pessoal que ela tem de retratar a nossa cultura popular. Seu trabalho tornou-se fonte de estudo de professores e alunos em escolas das mais diversas regiões do país.  
Frequentemente é convidada para participar de exposições no Brasil e no exterior.
Em 2012 uma de suas obras "Olympic Union" (União Olímpica) foi selecionada para participar da “Olympic Fine Arts / Creative Cities Collection”, no Royal Museu de Londres / Barbican Centre Arts. Uma das maiores mostras de artes do planeta, composta por 500 artistas. Desde as Olimpíadas de Beijin – China, 2008, a Mostra faz parte do calendário oficial de todos os jogos olímpicos, como forma de unir a arte ao esporte.
Além de artista plástica também tem uma carreira reconhecida como cantora, em 2013 lançou o CD "Nossa Senhora do Samba", este álbum teve a participação de grandes músicos e compositores e nos remete ao Samba Canção com músicas românticas, Partidos Altos assim como também cita uma das maiores cantoras brasileiras, Clara Nunes, com duas regravações (Conto de Areia e Feira de Mangaio).   
Em 2013 seu sobrenome artístico foi alterado, a partir de então suas obras são assinadas como Thais Gomez.

## Exposições
- Centro Ambiental M'Boi Pewa / Ilha de Boipeba - Bahia / 01 / 2013 (Individual)
- Olympic Fine Arts / Creative Cities Collection / Londres / 2012 (Coletiva)
- Pintura sobre ovo de avestruz / BENEDIXT DECOR / São Paulo / 04 / 2011 (Individual)
- PUC - SP (Pontifícia Universidade Católica de São Paulo) "A pintura e seus traços ingênuos"  Janeiro e Fevereiro / 2010 (Individual)
- Dona Mathilde / Snooker Bar / São Paulo / 12 / 2010 (Individual)
- Museu De Arte "Naïf" /14ª Bienal Naïf / Jagodina - Sérvia / 10 / 2009 (Coletiva)
- Map -Museu De Arte Popular, "7 Caminhos", Diadema / Sp / 09 / 2009 (Coletiva)
- Fim Do Mundo Bar E Espaço Da Cultura /Sp /05 /2009 (Individual)
- Map - Museu De Arte Popular, Diadema / Sp / 2009 (coletiva)
- Casa Mimosa /São Paulo / Sp /05 / 2009 (Coletiva)
- Centro Cultural Promissão / Sp / 03 / 2009 (Coletiva)
- Salão De Artes De Santa Bárbara D'oeste / Sp / 11 / 2008 (coletiva)
- Centro Cultural Eldorado, Diadema / São Paulo /11 / 2008 (Coletiva)